# Филмографија Кејт Бланчет
Кејт Бланчет је аустралијска филмска и позоришна глумица. У позоришту је дебитовала 1992. улогом Електре у истоименој драми сиднејског Националног института за драмску уметност, а затим је 1993. играла у представи Kafka Dances Тимотија Дејлија, за коју је освојила награду позоришних критичара у Сиднеју за најбољу нову глумицу и награду Сиднејског позоришта за најбољу глумицу за улогу у представи Oleanna. Она је прва глумица који је освојила обе награде одједном. Уследиле су још неколико улога у позоришту, од којих се издвајају улоге Сузане Трахерне у Plenty (1999), Хеде Габлер у Hedda Gabler (2004), Бланше Дибоа у Трамвај звани жеља (2009), Јелене у Ујка Вањи (2011) и Клер у представи The Maids (2013).
Кејтина прва главна телевизијска улога била је у драмској серији Heartland из 1994. године, након чега је уследила мини-серија Бордертовн из 1995. Године 1997. дебитовала је у играном филму у споредној улози у драми из Другог светског рата Цеста за рај. Те године је имала своју прву главну улогу у филму Оскар и Лусинда, што јој је донело номинацију за награду Аустралијске академије за филм и телевизију за најбољу глумицу. Године 1998. Кејт је привукла пажњу светске јавности улогом енглеске краљице Елизабете I у хваљеном филму Елизабета, за који је освојила награду за најбољу глумицу на Златном глобусу, БАФТА наградама, и била номинована за Оскара. Елизабета и њен следећи филм, трилер Талентовани господин Рипли из 1999. године, имали су добре резултате на благајнама, иако су њена друга остварења из 1999. године, надалеко хваљени Идеални супруг и Све је под контролом, били комерцијално неуспешни.
Кејт је тумачила улогу Галадријеле у епској фантазијској трилогији Господар прстенова (2001 – 2003) Питера Џексона. Поред осталих награда, освојила је Оскара за најбољу споредну глумицу, за улогу Кетрин Хепберн у драми Мартина Скорсезеа Авијатичар из 2004. године, чиме је постала једина глумица која је освојила Оскара глумећи другу награђивану глумицу. Године 2005. освојила је награду Аустралијског филмског института за најбољу глумицу у главној улози за аустралијски филм Ситна риба. Улога у трилеру Белешке о скандалу из 2006. донела јој је још једну номинацију за Оскара за најбољу споредну глумицу. Године 2007. добила је номинације за Оскара за најбољу глумицу и Оскара за најбољу споредну глумицу за улоге у филму Елизабета:Златно доба и Нема ме, поставши једна од ретких глумица које су то постигле.
Године 2008. појавила се у акционој авантури Стивена Спилберга Индијана Џонс и Краљевство кристалне лобање и фантазији-драми Дејвида Финчера Необичан случај Бенџамина Батона. Поновила је улогу Галадријеле у трилогији Хобит (2012 – 2014). За главну улогу у драми Вудија Алена из 2013. Плави јасмин, Бланчет је освојила Златни глобус, БАФТА награду, САГ награду и Оскара за најбољу глумицу. Позајмила је глас Валки у анимираној фантазији Како издресирати змаја 2 из 2014. и наставку из 2019. Како издресирати змаја:Скривени свет. Године 2015. добила је похвале за улоге зле маћехе лејди Тремејн, у Дизнијевом филму Пепељуга, Мери Мејпс у Истина и Керол Ерд у романтичној драми Керол у режији Тода Хејнса. Пепељуга је била успешна на благајнама а за улогу у филму Керол, добила је седму номинацију за Оскара. Дебитовала је на Бродвеју 2017. године у представи The Present, примивши номинацију за награду Тони за најбољу глумицу у представи. Такође је играла Хелу у Тор: Рагнарок. Следеће године, је глумила у Оушнових 8, спинофу трилогије о Оушану, и у остварењу Кућа магичног сата Елија Рота. Године 2020. креирала је и глумила у Еј-Би-Си-јевој телевизијској мини-серији Stateless и глумила Филису Шлафли у Хуловој мини-серији Госпођа Америка, добивши две номинације за награду Еми. Године 2022. добила је осму номинацију за Оскара за главну улогу у филму Тар.

## Филм
| Филмови који још нису објављени. | Означава филмове који још нису објављени. |

| Година | Наслов                                       | Улога                      | Напомена                      | Изв.   |
| ------ | -------------------------------------------- | -------------------------- | ----------------------------- | ------ |
| 1990.  | Kaboria                                      | Америчка навијачица        | египатски филм                | [ 17 ] |
| 1996.  | Parklands                                    | Роси                       | кратки филм                   | [ 18 ] |
| 1997.  | Цеста за рај                                 | Сузан Макарти              |                               | [ 19 ] |
| 1997.  | Хвала богу што је упознао Лизи               | Лизи                       |                               | [ 20 ] |
| 1997.  | Оскар и Лусинда                              | Лусинда                    |                               | [ 21 ] |
| 1998.  | Елизабета                                    | Елизабета I                |                               | [ 22 ] |
| 1999.  | Савршени муж                                 | Гертруда Чилтерн           |                               | [ 23 ] |
| 1999.  | Bangers                                      | Џули-Ан                    | кратак филм; такође продуцент | [ 24 ] |
| 1999.  | Све је под контролом                         | Кони Фалзоне               |                               | [ 25 ] |
| 1999.  | Широм затворених очију                       | тајанствена жена (глас)    | непотписана                   | [ 26 ] |
| 1999.  | Талентовани господин Рипли                   | Мередит                    |                               | [ 27 ] |
| 2000.  | Дар                                          | Анабел „Ани“ Вилсон        |                               | [ 28 ] |
| 2000.  | Човек који је плакао                         | Лола                       |                               | [ 29 ] |
| 2001.  | Лука љубави                                  | Петал Којл                 |                               | [ 30 ] |
| 2001.  | Шарлот Греј                                  | Шарлот Греј                |                               | [ 31 ] |
| 2001.  | Бандити                                      | Кејт Вилер                 |                               | [ 32 ] |
| 2001.  | Господар прстенова: Дружина прстена          | Галадријела                |                               | [ 33 ] |
| 2002.  | Господар прстенова: Две куле                 | Галадријела                |                               | [ 34 ] |
| 2002.  | Рај                                          | Филипа                     |                               | [ 35 ] |
| 2003.  | Кафа и цигарете                              | себе / Шели                | двострука улога               | [ 36 ] |
| 2003.  | Вероника Герин                               | Вероника Герин             |                               | [ 37 ] |
| 2003.  | Нестале                                      | Магдалена Меги Гилкесон    |                               | [ 38 ] |
| 2003.  | Господар прстенова: Повратак краља           | Галадријела                |                               | [ 39 ] |
| 2004.  | Водени живот са Стивом Зисуом                | Џејн Винслет-Ричардсон     |                               | [ 40 ] |
| 2004.  | Авијатичар                                   | Кетрин Хепберн             |                               | [ 41 ] |
| 2005.  | Ситна риба                                   | Трејси Харт                |                               | [ 42 ] |
| 2006.  | Вавилон                                      | Сузан Џоунс                |                               | [ 43 ] |
| 2006.  | Добри Немац                                  | Лин Брент                  |                               | [ 44 ] |
| 2006.  | Белешке о скандалу                           | Шиба Харт                  |                               | [ 45 ] |
| 2007.  | Пандури у акцији                             | Џанин                      | непотписани камео             | [ 46 ] |
| 2007.  | In the Company of Actors                     | себе                       | документарац                  | [ 47 ] |
| 2007.  | Елизабета: Златно доба                       | Елизабета I                |                               | [ 48 ] |
| 2007.  | Нема ме                                      | Џуд Квин (Боб Дилан)       |                               | [ 49 ] |
| 2008.  | Индијана Џоунс и краљевство кристалне лобање | Ирина Спалко               |                               | [ 50 ] |
| 2008.  | Необични случај Бенџамина Батона             | Дејзи Фулер                |                               | [ 51 ] |
| 2008.  | Поњо на ивици изнад мора                     | Гран Мамаре (глас)         | енглески дуб                  | [ 52 ] |
| 2010.  | Робин Худ                                    | Леди Маријана              |                               | [ 53 ] |
| 2011.  | Хана                                         | Мариса Виглер              |                               | [ 54 ] |
| 2012.  | Хобит: Неочекивано путовање                  | Галадријела                |                               | [ 55 ] |
| 2012.  | A Cautionary Tail                            | наратор (глас)             | кратки филм                   | [ 56 ] |
| 2013.  | Girl Rising                                  | наратор (глас)             | документарац                  | [ 57 ] |
| 2013.  | Journey to the South Pacific                 | наратор (глас)             | документарац                  | [ 58 ] |
| 2013.  | Несрећна Џасмин                              | Џасмин Франсис             |                               | [ 59 ] |
| 2013.  | Скретање                                     | Гејл Ланг                  |                               | [ 60 ] |
| 2013.  | The Galapagos Affair                         | Доре Штраух (глас)         | документарни                  | [ 61 ] |
| 2013.  | Хобит: Шмаугова пустошења                    | Галадријела                |                               | [ 62 ] |
| 2014.  | Операција: Чувари наслеђа                    | Клер Симон                 |                               | [ 63 ] |
| 2014.  | Како да дресирате свог змаја 2               | Велка (глас)               |                               | [ 64 ] |
| 2014.  | Хобит: Битка пет армија                      | Галадријела                |                               | [ 65 ] |
| 2015.  | Витез пехара                                 | Ненси                      |                               | [ 66 ] |
| 2015.  | Пепељуга                                     | Зла маћеха / лејди Тремејн |                               | [ 67 ] |
| 2015.  | Керол                                        | Керол Ерд                  | такође извршна продуценткиња  | [ 68 ] |
| 2015.  | Истина                                       | Мери Мејпс                 |                               | [ 69 ] |
| 2015.  | Манифесто                                    | разне                      | 13 улога.                     | [ 70 ] |
| 2016.  | Пловидба кроз време: пут живота              | наратор (глас)             | документарац                  | [ 71 ] |
| 2017.  | Red                                          | мајка                      | кратак филм                   | [ 72 ] |
| 2017.  | Песма до песме                               | Аманда                     |                               | [ 73 ] |
| 2017.  | Тор: Рагнарок                                | Хела                       |                               | [ 74 ] |
| 2018.  | Оушнових 8                                   | Лу Милер                   |                               | [ 75 ] |
| 2018.  | Кућа магичног сата                           | Флоренс Зимерман           |                               | [ 76 ] |
| 2018.  | Могли: Легенда о џунгли                      | Ка (глас)                  |                               | [ 77 ] |
| 2019.  | Како да дресирате свог змаја 3               | Валка (глас)               |                               | [ 78 ] |
| 2019.  | Где си пошла, Бернадет?                      | Бернадет Фокс              |                               | [ 79 ] |
| 2019.  | Sweet Tooth                                  | наратор (глас)             | кратак филм                   | [ 80 ] |
| 2021.  | Не гледај горе                               | Бри Еванти                 |                               | [ 81 ] |
| 2021.  | Алеја ноћних мора                            | др Лилит Ритер             |                               | [ 82 ] |
| 2022.  | Тар                                          | Лидија Тар                 | такође извршни продуцент      | [ 83 ] |
| 2022.  | Пинокио                                      | Спецатура (глас)           |                               | [ 84 ] |
| 2022.  | Школа добра и зла                            | приповедач (глас)          |                               | [ 85 ] |
| 2023.  | The New Boy                                  | сестра Ајлин               | такође продуцент              | [ 86 ] |
| 2023.  | Euphoria                                     | тигар (глас)               |                               | [ 87 ] |
| 2024.  | Borderlands                                  | Лилит                      |                               | [ 88 ] |
| Н/Д    | Father, Mother, Sister, Brother              | Н/Д                        | пост продукција               | [ 89 ] |
| Н/Д    | Rumours                                      | Н/Д                        | снимање у току                | [ 90 ] |

## Телевизија
| Година     | Наслов                                 | Улога               | Напомена                                          | Изв.            |
| ---------- | -------------------------------------- | ------------------- | ------------------------------------------------- | --------------- |
| 1993.      | Police Rescue                          | Mrs. Haines         | епизода: The Loaded Boy                           | [ 91 ]          |
| 1994.      | Police Rescue                          | Вивијан             | ТВ филм                                           |                 |
| 1994.      | Heartland                              | Елизабет Аштон      | 12 епизода, позната и као Burned Bridge           | [ 92 ]          |
| 1994.      | G.P.                                   | Џејни Морис         | епизода: Natural Selection                        | [ 93 ]          |
| 1995.      | Bordertown                             | Бијанка             | 10 епизода                                        | [ 94 ] [ 95 ]   |
| 2012.      | Породични човек                        | Пенелопа (глас)     | епизода: Mr. and Mrs. Stewie                      | [ 96 ]          |
| 2012.      | Породични човек                        | Елизабета II (глас) | епизода: Family Guy Viewer Mail 2                 | [ 97 ]          |
| 2014.      | Rake                                   | Кларис Грин         | 3 епизоде                                         | [ 98 ] [ 99 ]   |
| 2019–2022. | Documentary Now!                       | Изабела Барта       | епизода: Waiting for the Artist                   | [ 100 ]         |
| 2019–2022. | Documentary Now!                       | Alice               | епизода: Two Hairdressers in Bagglyport           |                 |
| 2020.      | Stateless                              | Пат Мастерс         | 6 епизода; такође ко-креатор и извршни продуцент  | [ 101 ]         |
| 2020.      | Госпођа Америка                        | Филис Шлафли        | 9 episodes; also executive producer               | [ 102 ]         |
| 2020.      | Симпсонови                             | Елејн Волф (глас)   | епизода: The Way of the Dog                       | [ 103 ] [ 104 ] |
| 2020.      | Homemade                               | наратор (глас)      | епизода: Ride It Out                              | [ 105 ]         |
| 2021.      | Staged                                 | Кејт Бланчет        | епизода: The Loo Recluse                          | [ 106 ] [ 107 ] |
| 2022.      | Ukraine: Life Under Attack: Dispatches | наратор (глас)      | документарац; такође извршни продуцент            | [ 108 ]         |
| 2023.      | Шта ако...?                            | Хела (глас)         | 3 епизоде                                         | [ 109 ]         |
| Н/Д        | Disclaimer                             | Катерин Равенскрофт | предстојећа мини-серија; такође извршни продуцент | [ 110 ]         |

## Музички видео
| Година | Наслов                          | Извођач(и)     | Изв.    |
| ------ | ------------------------------- | -------------- | ------- |
| 2016.  | The Spoils                      | Massive Attack | [ 111 ] |
| 2023.  | The Girl Is Crying In Her Latte | Sparks         | [ 112 ] |

## Позориште
| Година | Наслов                                        | Позориште                                 | Улога                           | Изв.    |
| ------ | --------------------------------------------- | ----------------------------------------- | ------------------------------- | ------- |
| 1992.  | Electra                                       | Националног института за драмску уметност | Електра                         | [ 2 ]   |
| 1992.  | Top Girls                                     | Сиднејско позориште                       | Пацијент Гризелда / Нел /Џеанин | [ 113 ] |
| 1993.  | Kafka Dances                                  | Позориште Грифин                          | невеста / Фелис                 | [ 113 ] |
| 1993.  | Oleanna                                       | Сиднејско позориште                       | Карол                           | [ 114 ] |
| 1994.  | Хамлет                                        | Позориште Белвоар Св.                     | Офелија                         | [ 113 ] |
| 1995.  | Sweet Phoebe                                  | Сиднејско позориште и Позориште Вархаус   | Хелен                           | [ 114 ] |
| 1995.  | Бура                                          | Позориште Белвоар Св.                     | Миранда                         | [ 113 ] |
| 1995.  | The Blind Giant is Dancing                    | Позориште Белвоар Св.                     | Роуз Дрејпер                    | [ 115 ] |
| 1997.  | Галеб                                         | Позориште Белвоар Св.                     | Нина                            | [ 113 ] |
| 1999.  | Plenty                                        | Алмеида Сизон у Албери позоришту          | Сузан Трахерн                   | [ 116 ] |
| 1999.  | Вагинини монолози                             | Позориште Олд Вик                         |                                 | [ 117 ] |
| 2004.  | Hedda Gabler                                  | Сиднејско позориште                       | Хеда Габлер                     | [ 114 ] |
| 2006.  | A Kind of Alaska                              | Сиднејско позориште                       |                                 | [ 118 ] |
| 2007.  | Blackbird                                     | Сиднејско позориште                       |                                 | [ 119 ] |
| 2009.  | The War of the Roses                          | Сиднејско позориште                       | Ричард II / Госпођа Ан          | [ 114 ] |
| 2009.  | Трамвај звани жеља                            | Сиднејско позориште                       | Бланш Дубоа                     | [ 120 ] |
| 2011.  | Ујка Вања                                     | Сиднејско позориште                       | Јелена                          | [ 121 ] |
| 2011.  | Gross und Klein                               | Сиднејско позориште                       | Лота                            | [ 114 ] |
| 2013.  | The Maids                                     | Сиднејско позориште                       | Клер                            | [ 114 ] |
| 2015.  | The Present                                   | Сиднејско позориште                       | Ана Петровна                    | [ 122 ] |
| 2017.  | The Present                                   | Позориште Етел Баримор                    | Ана Петровна                    | [ 123 ] |
| 2019.  | When We Have Sufficiently Tortured Each Other | Краљевско народно позориште               | жена                            | [ 124 ] |